# 이르지 홀리크
이르지 홀리크(체코어: Jiří Holík, 1944년 7월 9일~)는 체코의 아이스하키 선수, 지도자로 포지션은 레프트윙이다. 선수 시절에 체코슬로바키아 엑스트라리가의 두클라 이흘라바에서 대부분의 경력을 보냈고 체코슬로바키아 국가대표팀의 일원으로 활동했다.
그는 체코슬로바키아 국가대표 선수로서 올림픽 은메달 2개(1968, 1976), 동메달 2개(1964, 1972)를 획득했고  또한 319번의 국제 경기에 출전하여 체코슬로바키아 대표팀 최다 출전 기록을 세웠다.
1999년 국제 아이스하키 연맹 명예의 전당에 헌액되었다.

## 개인사
동생인 야로슬라프 홀리크와 조카인 보비 홀리크 또한 아이스하키 선수로 활동했다.